# Elecciones generales de Kenia de 1988
Las elecciones generales de Kenia de 1988 se celebraron el 21 de marzo. Fueron las últimas elecciones del régimen unipartidista de la Unión Nacional Africana de Kenia (KANU), pues en 1992 se realizarían elecciones multipartidistas, aunque el partido no sería expulsado del poder hasta 2003. El tamaño de la Asamblea Nacional se amplió de 158 a 188 escaños, mientras que otros 12 miembros fueron nombrados por el presidente Daniel Arap Moi.

## Elección primaria
Estas elecciones tuvieron la particularidad de que el régimen de Arap Moi decidió realizar las primeras elecciones primarias del KANU, con el objetivo nominal de democratizar el partido. Se les dio a esta elecciones el nombre de "Sistema mlolongo". Sin embargo, debido a que las personas debían hacer cola para votar detrás de una foto gigante del precandidato de su preferencia, se considera que los comicios fueron fraudulentos y que el objetivo del gobierno era que triunfaran los candidatos elegidos a dedo por el partido. Un periódico dirigido por la iglesia, Beyond, fue cerrado después de las elecciones por calificarlas públicamente de "farsa" y "burla a la justicia".

## Resultados
| Partido                            | Votos     | %     | Escaños | +/– |
| ---------------------------------- | --------- | ----- | ------- | --- |
| Unión Nacional Africana de Kenia   | 2.231.229 | 100   | 188     | +30 |
| Votos en blanco/anulados           | 33.152    | –     | –       | –   |
| Total                              | 2.264.381 | 100   | 188     | +30 |
| Votantes registrados/participación | 5.562.981 | 40.70 | –       | –   |
| Fuente: IPU                        |           |       |         |     |